# 諾瓦基 (科羅斯堅區)
50°56′2″N 28°46′55″E / 50.93389°N 28.78194°E
諾瓦基（烏克蘭語：Новаки）是位於烏克蘭北部日托米爾州科羅斯堅區的村莊，面積3.2平方公里，海拔高度199米，2001年人口665，人口密度每平方公里207.75人。